# Conophorus mongolicus
Conophorus mongolicus är en tvåvingeart som beskrevs av Zaitzev 1969. Conophorus mongolicus ingår i släktet Conophorus och familjen svävflugor.
Artens utbredningsområde är Mongoliet. Inga underarter finns listade i Catalogue of Life.